# Gschwandt (Gemeinde Bad Goisern)
Gschwandt ist eine Ortschaft der Gemeinde Bad Goisern am Hallstättersee in Oberösterreich.
Die Ortschaft im Traunviertel ist Teil des Inneren Salzkammergutes und gehört zum Bezirk Gmunden. Sie befindet sich südlich von Bad Goisern am linken Traunufer. Am 1. Jänner 2024 gab es in Gschwandt 637 Einwohner.